# Grupo Chéjere
El Chéjere es un grupo mexicano de música popular fundado en 1996.

## Trayectoria artística
El Chéjere es un "pájaro carpintero" y también un grupo musical de fandango mexicano que difunde y renueva la música popular de México, el grupo fusiona géneros de la música popular veracruzana con expresiones del blues, música gitana, son montuno, cumbia y el son.
En su primer disco: Chéjere con son, de 2005, el grupo fusiona el son jarocho veracruzano con otros géneros afrolatinos. En 2009, el grupo publica Chéjere villatrópico, distribuido por Fonarte latino y en el cual hay seis composiciones originales. En 2012 publican el disco Ojos de luna y en 2016 Nubes de sal.
El grupo ha estado compuesto por músicos reconocidos como Ulises Martínez, Natalia Cobos, Álvaro Alcántara, entre otros. Actualmente, está integrado por Alonso Borja, guitarra, cuatro puertorriqueño, requinto jarocho y dirección del grupo; Jorge Cortés, bajo; Mariel Henry, jarana, percusión menor y voz, Stephanie Delgado, jarana y voz y Osvaldo Peñaloza en la percusión.

## Discografía
- Chéjere con son (2005)
- Villatrópico (2009)
- Ojos de luna (2012)
- Nubes de sal (2016)